# 灌水站
灌水站是位于辽宁省丹东市宽甸满族自治县灌水镇的一个火车站，距离凤凰城站82公里，上河口站72公里，隶属中国铁路沈阳局集团管辖。经由此站的铁路有凤上铁路和通灌铁路（东北东部铁路灌水-通化段）。
灌水向西北是通向赛马镇的灌赛铁路，为丹东市属运煤铁路。

## 相关链接
- 东北东部铁路